# Metallurg Stadium
O Estádio Metallurg de Samara é o estádio de futebol da cidade de Samara, na Rússia. É de propriedade do Krylya Sovetov, o principal time de futebol da região. Em 2018, sediará partidas da Copa do Mundo de 2018, que será realizada na Rússia.